# Клер Ґрант
Клер Ґрант (23 серпня 1979, Мемфіс, Теннессі) — американська акторка, кінопродюсерка, співачка і колишня модель.

## Життя і кар'єра
Клер Ґрант була старшою з восьми братів і сестер і є випускницею Університету Мемфіса. Після цього вона стала моделлю агентства Elite Model Management в Маямі, а потім інших модельних агентств в Європі.
Щоб продовжити акторську кар'єру, Ґрант переїхала до Лос-Анджелеса і зіграла невелику, але ключову роль Клер Джонсон у фільмі Walk the Line 2005 року.
1 травня 2010 року Ґрант одружилася з актором Сетом Ґріном.

## Фільмографія
- 2005: Найменші океани
- 2005: Пройдіть лінію
- 2006: Майстри жахів (серіал, 1 епізод)
- 2006: Стогін чорної змії
- 2006: Campus Ladies (серіал, 1 епізод)
- 2008-2021: Робот Курка (серіал, озвучка, 9 серій)
- 2009: Могили
- 2009: обкладинка 5 доларів (телесеріал, 14 серій)
- 2009-2014: Шабля (серіал, 3 серії)
- 2010: Наприкінці ночі (згасає денне світло)
- 2010: Ultradome (серіал, 1 епізод)
- 2010: Мавпа Воррен (серіал, 1 епізод)
- 2010-2014: Team Unicorn (серіал, 7 серій)
- 2011: CSI: Маямі (серіал, 1 епізод)
- 2011: Гільдія (серіал, 5 серій)
- 2011-2013: Божевільний (серіал, 5 серій)
- 2012: Молодий Джеймс Дін: Дерево Джошуа, 1951 (Дерево Джошуа, 1951: Портрет Джеймса Діна)
- 2012: Війни фанів (телесеріал, 1 епізод)
- 2012: Курка-робот: Спеціальний комікс DC (телефільм)
- 2013: Безсоння
- 2013: 2013: Війни орків ( Dragonfyre )
- 2013: QVG (серіал, 11 серій)
- 2013–2015: Галк і агенти SMASH ( Hulk and the Agents of SMASH, голосова роль, 3 епізоди)
- 2015: Mega Shark проти Колоса
- 2015: Месники – Непереможні разом! (Месники збираються, серіал, 1 епізод)
- 2015: Шахрай (телесеріал, 1 епізод)
- 2016: Замок (серіал, 1 епізод)
- 2018: Dance Baby Dance
- 2019: Земля змін
- 2020: Сповідь продюсера
- 2020: Fungeons & Flagons (серіал, 1 епізод)
- 2021: Смертельний любовний лист